# Родригес Эррера, Луис Мартиниано
Луис Мартиниано Родригес Эррера (исп. Luis Martiniano Rodríguez Herrera; 15 октября 1843, Сантьяго, Чили — 1 ноября 1929, там же) — чилийский государственный деятель, министр иностранных дел Чили (1901).

## Биография
Изучал гуманитарные науки в Национальном институте Сантьяго, намного позже — в 1887 г. окончил юридический факультета Чилийского университета.
С 1862 по 1888 годах являлся профессором кастильской грамматики Национального института в качестве профессора.
Неоднократно назначался правительством на должность мэром провинции Чилоэ.
В 1870—1873, 1876—1879 и 1885—1891 годах избирался депутатом парламента, также являлся заместителем председателя Постоянной избирательной комиссии. Принимал участие в Учредительном конгрессе (1870), созданного для изменения Конституции от 1833 г.
Избранный в качестве замены, он вступил в собственность вместо дона Хосе Викторино Ластаррии Сантандера, который был избран Сан-Карлосом, а также Квильотой, и выбрал последнее представительство.
В 1891 году участвовал в качестве конгрессмена участвовал в свержении президента Хосе Бальмаседы.
В мае-сентябре 1901 года — министр иностранных дел, культа и колонизации Чили, некоторое время исполнял обязанности министра внутренних дел.
Затем вновь был назначен мэром провинции Чилоэ, выйдя в отставку в 1912 году.
С 1912 по 1915 год избирался депутатом парламента.
Свою политическую карьеру завершил в должности мэра города О’Хиггинс.